# 三才山トンネル有料道路
三才山トンネル有料道路（みさやまトンネルゆうりょうどうろ）は、国道254号のうち、起点を長野県上田市西内、終点を同県松本市三才山一の瀬とする区間にあった一般有料道路。長野県道路公社が管理していた。2020年（令和2年）9月1日に無料開放された。

## 概要

### 路線データ
- 路線名 国道254号
- 延長 8,549m
- 道路区分 第3種第3級
- 事業費 43億3千万円
- 設計速度 40 km/h
- 幅員 車道5.5 m（完成2車線）
- 料金徴収期間 1976年（昭和51年）10月31日 - 2020年（令和2年）8月31日[1][2]

### 概説
国道254号は東京都文京区から埼玉県・群馬県を経て長野県松本市へと至る広域道路であり、同じく首都圏と長野県中信地方とを連絡する国道20号と共に中央自動車道等の高速自動車国道を補完する役割を果たしている。
国道142号の新和田トンネルとともに関西圏・中京圏から長野県東信地方や北関東への短絡路の役割を果たしている。
長野県内においても佐久市や小諸市、上田市等の東信地方と松本市や安曇野市等の中信地方とを結ぶ重要路線として機能しており、山岳地域を一直線に貫く三才山トンネルは国道254号の中でも定時性・安全性の面から重要な地位を占める。

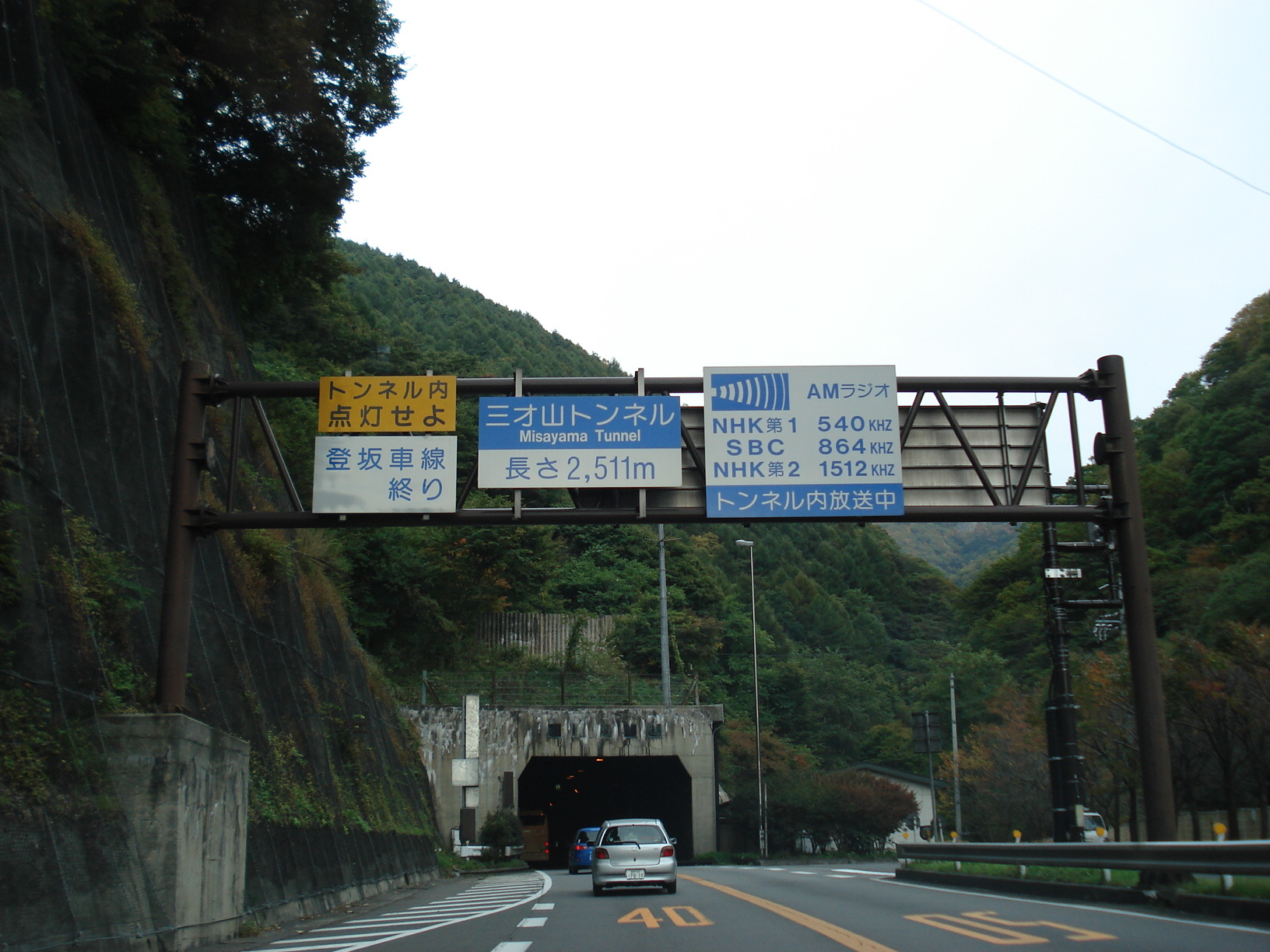
三才山トンネル 松本側入口

この道路は道路整備特別措置法に基づいて1972年（昭和47年）より建設工事に着手し、1976年（昭和51年）10月に2006年（平成18年）10月30日を償還期限とする有料道路として開通以後は、前述の通り物流面から重要な路線である事に加えて、域内を東西方向にまともに貫く幹線道路が他に無い事情も相俟って交通量は順調に推移し、1978年（昭和53年）10月に和田村（現：長和町）と下諏訪町とを結ぶ形で開通した国道142号新和田トンネル有料道路と共に、長野県道路公社管轄有料道路の稼ぎ頭として知られた。
道路建設費の償還は順調に進んでいたが、1994年（平成6年）12月に松本トンネル有料道路が開通した際、これを三才山トンネル有料道路の延伸区間と位置付け、両道路の一体的な建設費償還を目指す形で長野県議会の承認と建設省の事業変更認可を受け、これにより三才山トンネル有料道路の料金徴収期間が2021年（令和3年）6月9日まで実質的に約15年間延長される事となった。
2002年（平成14年）5月以降は県道路公社の管理する6路線7道路のうち五輪大橋有料道路や白馬長野有料道路等の交通量が伸び悩んでいた4道路について、一般道路から有料道路への交通転換による沿道環境改善を目的として昼間の通行料金値下げや夜間無料開放といった社会実験が継続的に行われたが、三才山トンネルおよび新和田トンネルについてはこの必要性が小さい事から社会実験の実施は見送られ、料金も据え置かれたままとなった。
2004年（平成16年）9月には長野県が県道路公社の改革実施プランを策定して「2014（平成26）年度末を以て同社を解散し、三才山トンネル有料道路を含めた県内有料道路6路線7区間を全て無料開放」する計画が示されたが、2007年（平成19年）3月に行政機構審議会が纏めた外郭団体見直しに関する県知事への答申としては「路線毎の償還期限満了時に順次無料開放し、償還期限が一番遅い五輪大橋有料道路が料金徴収期限を迎える2026年（令和8年）に県道路公社を解散」という内容であり、結果的に後者が採用されたため、この時には三才山トンネルの無料化は実現しなかった。
その後も沿線自治体や通学や通院の為に三才山トンネルを利用せざるを得ない道路利用者から無料化の要望が多数寄せられていたものの、松本トンネル整備の際に行った多額の借入金の返済等がネックになり永く実現には至らなかった。しかし2017年（平成29年）に阿部守一知事は、長野県議会各会派との懇談会で無料化を当初予定の2021年（令和3年）から前倒しする方向で検討すると説明し、実際に2018年（平成30年）2月の県議会で2020年（令和2年）夏頃に約1年前倒しする事を表明した。そして2019年（令和元年）11月22日には長野県より、建設費・維持管理費が2020年（平成2年）8月迄の通行料金収入で賄える見込みが立ったため、同年9月1日に無料開放する方針である事が公式に発表された。

## 沿革

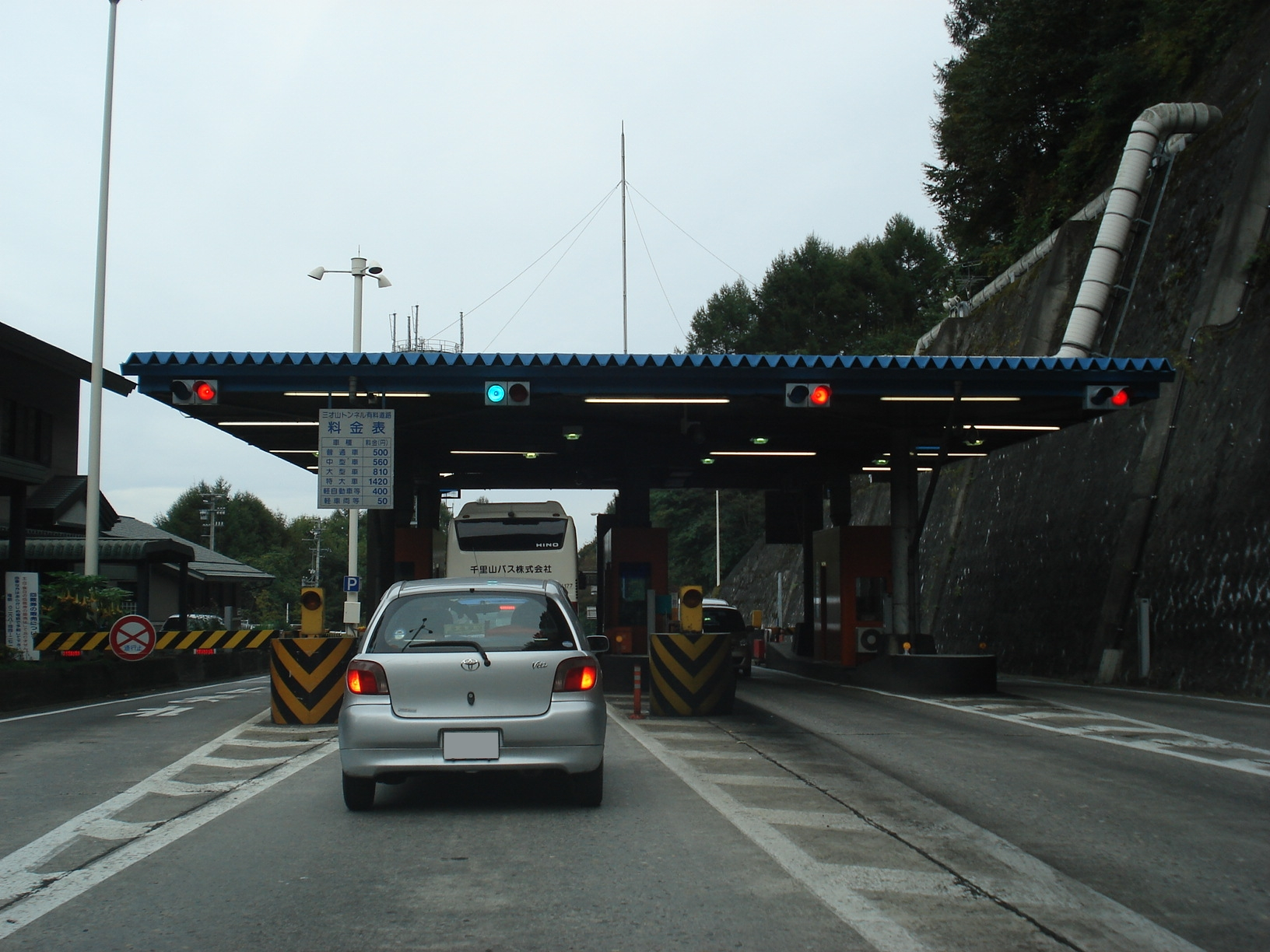
料金所（松本側）

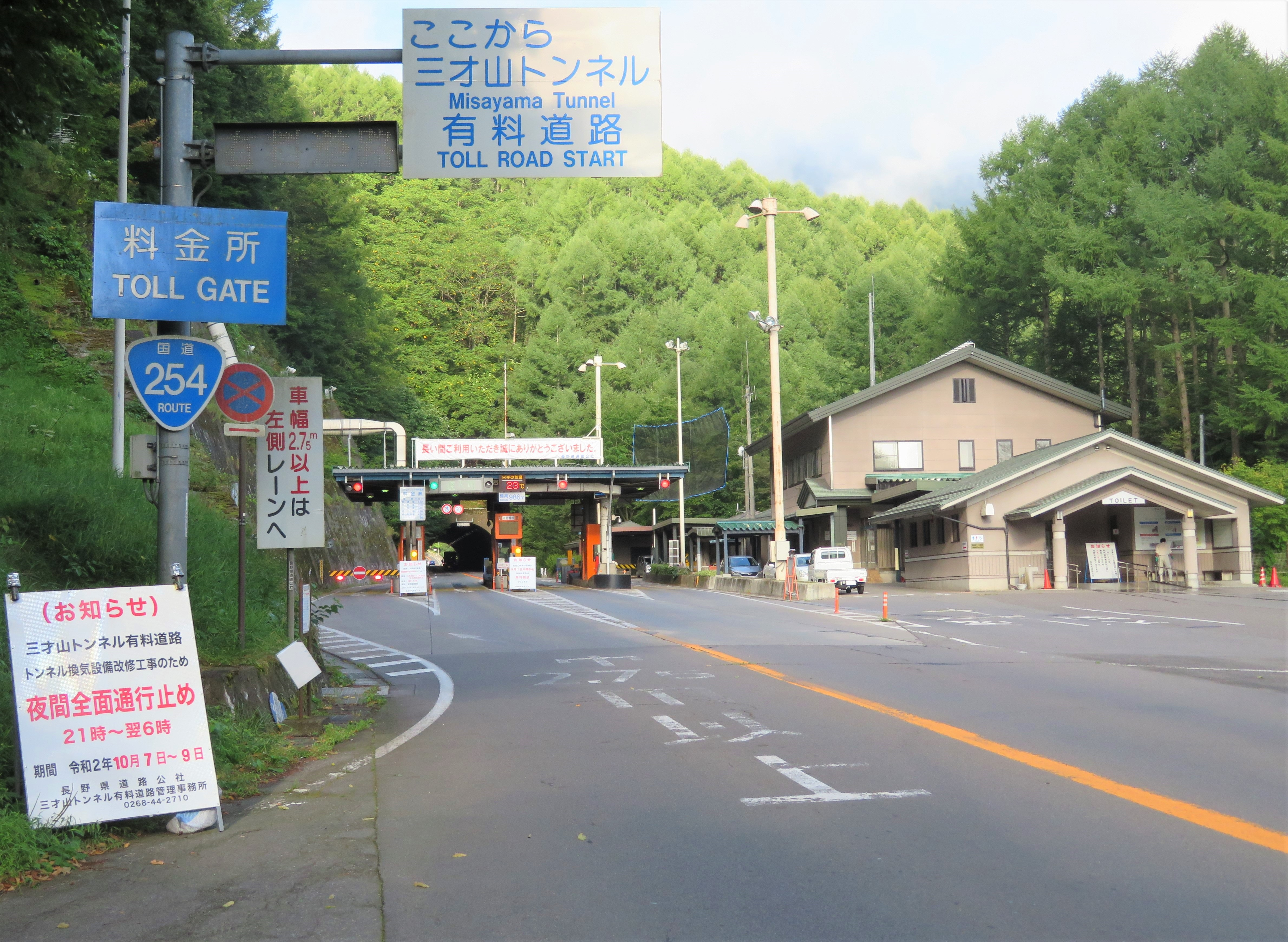
料金所（上田側）

- 1972年（昭和47年）10月28日 - 着工。
- 1976年（昭和51年）10月31日 - 供用開始。
- 2005年（平成17年） - 無料開放時期を2021年（令和3年）まで延長。
- 2014年（平成26年）4月1日 - 消費税の5%から8%への増税に伴い料金を改定（普通車500円→510円）。
- 2019年（令和元年）10月1日 - 消費税の8%から10%への増税に伴い料金を改定（普通車510円→520円）。
- 2020年（令和2年）9月1日 - 無料開放[1][2]。道路管理者が長野県道路公社から長野県松本・上田両建設事務所に移管される[3]。

## 路線状況

### 道路施設

#### 主な橋梁
- 鹿教湯大橋 - 全長364m
- 本沢橋 - 全長140.9m
- 三才山橋 - 全長192.6m

#### トンネル
- 孫六トンネル - 延長239.6m
- 三才山トンネル - 延長2,510.9m

### 有料道路時代の通行料金
- 普通車：520円
- 中型車：590円
- 大型車：840円
- 特大車：1,490円
- 軽自動車等：420円
- 軽車両等：50円